# Hamearis
Hamearis is een geslacht van vlinders uit de familie van de prachtvlinders (Riodinidae), onderfamilie Nemeobiinae.
Hamearis werd in 1819 voor het eerst wetenschappelijk beschreven door Hübner.

## Soort
Hamearis omvat de volgende soort:
- Hamearis lucina (Linnaeus, 1758) - Sleutelbloemvlinder